# 소피아 블랙델리아
소피아 블랙델리아(영어: Sofia Black-D'Elia, 1991년 12월 23일 ~ )는 미국의 배우이다. 2017년부터 방영중인 드라마 《더 믹》에서 새브리나 펨버턴 역으로 잘 알려져 있다.

## 출연 작품
- 내가 사랑했던 모든 남자들에게: 언제나 그리고 영원히 - 헤더 역